# Белов, Николай Васильевич (геохимик)
Николай Васильевич Бело́в (2 [14] декабря 1891, Янов, Люблинская губерния, Царство Польское, Российская империя — 6 марта 1982, Москва, СССР) — русский и советский кристаллограф и геохимик, академик АН СССР (1953), Герой Социалистического Труда (1969).

## Биография
Родился 2 (14 декабря) 1891 года.
- 1921 — окончил Петроградский политехнический институт (1921).
- С 1938 — руководитель структурного отдела Института кристаллографии АН СССР.
- С 1946 — профессор Горьковского университета.
- С 1953 — профессор МГУ имени М. В. Ломоносова.
- 1957—1982 — член Комитета по Ленинским и Государственным премиям СССР в области науки и техники при СМ СССР.
- 1961 — возглавил кафедру кристаллографии МГУ имени М. В. Ломоносова.

В конце 1960-х годов работал на кафедре технологии электровакуумных производств МХТИ им. Д. И. Менделеева.
- 1968—1982 — главный редактор журнала «Кристаллография».

Был одним из академиков АН СССР, подписавших в 1973 году письмо учёных в газету «Правда» с осуждением «поведения академика А. Д. Сахарова». В письме Сахаров обвинялся в том, что он «выступил с рядом заявлений, порочащих государственный строй, внешнюю и внутреннюю политику Советского Союза», а его правозащитную деятельность академики оценивали как «порочащую честь и достоинство советского ученого».
Умер 6 марта 1982 года.
Похоронен в Москве на Кунцевском кладбище.

## Научная деятельность
Основоположник отечественной школы структурной кристаллографии. Фундаментальные труды — по теории плотнейшей упаковки в кристаллах, кристаллохимии силикатов, методам расшифровки структур минералов. Под руководством Н. В. Белова выяснена структура свыше 100 силикатов и их аналогов. Им выведена 1651 группа антисимметрии, разработан и применен ряд прямых методов расшифровки структур. Структуры более чем 500 кристаллических веществ (в том числе более 200 минералов) были изучены под научным руководством Н. В. Белова.
Автор научного открытия «Закономерность морфотропии в гомологических рядах полупроводник — металл», которое занесено в Государственный реестр открытий СССР под № 196 с приоритетом от 1974 году в следующей формулировке: Установлена неизвестная ранее закономерность морфотропии в гомологических рядах полупроводник — металл, заключающаяся в том, что при переходе веществ из полупроводникового состояния в металлическое происходит направленное дискретное изменение кристаллической структуры.
В 1962 году был номинирован на Нобелевские премии по физике и по химии

## Награды и премии
- Герой Социалистического Труда (1969)[7]
- Орден Ленина (1961, 1969, 1971, 1981)
- Орден Октябрьской Революции (1975)
- Орден Трудового Красного Знамени (1953)
- медали

- Большая золотая медаль имени М. В. Ломоносова (высшая награда АН СССР, 1965)
- Большая золотая медаль ВДНХ СССР (1962)
- Медаль имени К. Охридского (Софийский университет им. К. Охридского, Болгария, 1971)
- Сталинская премия первой степени (1952) — за научные труды по атомной структуре кристаллов, опубликованные в журналах: «Минералогический сборник Львовского геологического общества», «Доклады Академии наук СССР», «Известия Академии наук СССР» и в «Трудах Института кристаллографии Академии наук СССР» (1948—1951)
- Ленинская премия (1974) — за цикл работ по структурной минералогии
- Первая премия имени Е. С. Федорова (АН СССР, 1948)

## Членство в организациях
- Почётный член Всесоюзного минералогического общества (1964)
- Первый председатель Национального комитета советских кристаллографов (1955—1982)
- Член Исполкома (1954), вице-президент (1957—1963), президент (1966—1969) Международного союза кристаллографов
- Иностранный член Польской Академии наук (1978)
- Почётный доктор Вроцлавского университета им. Б.Берута (Польша, 1975)
- Почётный член минералогического общества США (1960), Англии, Общества минералогии и кристаллографии Франции (1969), Геологического общества ГДР (1975), Американского кристаллографического общества (1969)

## Публикации
- Структура ионных кристаллов и металлических фаз. — М., 1947. (доступна on-line http://www.chem.msu.su/rus/teaching/belov/)
- Структурная кристаллография. — М., 1951.
- Очерки по структурной минералогии, «Минералогический сборник», 1950—1969, № 4-23 (сер. 1-20).